# Adrien Prat-Marty
Pas d'image ? Cliquez ici

a Compétitions nationales et continentales officielles uniquement.

Dernière mise à jour le 9 avril 2020.
Adrien Prat-Marty, né le 27 décembre 1987 à Toulouse, est un joueur de rugby à XV français évoluant au poste d'ailier.

## Carrière
Formé à l'école de rugby du Balma olympique rugby club, avec notamment Romain Sola, il passe par le Stade toulousain avant d'intégrer le MHR.
Durant l'été 2009, il passe deux mois en immersion complète avec son partenaire de club Robin Solana au sein de la franchise néo-zélandaise des Crusaders où il a suivi le programme de l’International High Performance Unit de Canterbury Rugby Football Union.

### En club
- ???? - ???? : Balma olympique rugby club
- ???? - 2008 : Stade toulousain
- 2008 - 2011 : Montpellier Hérault rugby
- 2011 : Stade phocéen Marseille Vitrolles
- 2011 - 2012 : Colomiers rugby
- 2012 - 2015 : Stade Rodez Aveyron
- 2015 - 2017 : Union sportive cognaçaise
- 2017 - 2018 : Union Cognac Saint-Jean-d'Angély
- 2018 - 2020 : Blagnac rugby
- 2020 - : Balma Olympique

### En équipe nationale
- Équipe de France des moins de 21 ans, participation à une tournée en Argentine
- Championnat d'Europe moins de 18 ans